# Сазды (Мангистауская область)
Сазды (каз. Сазды) — село в Мангистауском районе Мангистауской области Казахстана. Входит в состав Актюбинского сельского округа. Находится примерно в 80 км к юго-востоку от села Шетпе, административного центра района. Код КАТО — 474633300.

## Население
В 1999 году численность населения села составляла 344 человека (185 мужчин и 159 женщин). По данным переписи 2009 года, в селе проживало 182 человека (113 мужчин и 69 женщин)